# Pusztaapáti
Pusztaapáti is een plaats (község) en gemeente in het Hongaarse comitaat Zala. Pusztaapáti telt 41 inwoners (2001).